# Шахматов, Владимир Пантелеймонович
Владимир Пантелеймонович Шахматов (1924—2000) — советский учёный, юрист и педагог, специалист в области социологии, гражданского и семейного права, доктор юридических наук (1969), профессор (1971).

## Биография
Родился 14 августа 1925 года в городе Канске Енисейской губернии в семье врачей.
С февраля 1942 года был призван в ряды Рабоче-Крестьянской Красной армии и добровольцем направлен в действующую армию на фронт. С мая 1942 года участник Великой Отечественной войны после окончания курсов радистов в составе 275-го Отдельного гвардейского минометного дивизиона, начальник радиостанции, воевал на Юго-Западном фронте участник боёв за город Харьков. С конца 1942 по 1945 год проходил обучение в Военно-воздушной академии. С 1945 по 1946 годы проходил службу офицером в должности механика по электрооборудованию в частях Военно-Воздушных Сил.
С 1946 года после демобилизации из рядов Советской армии работал в должности  секретаря Октябрьской районной прокуратуры города Свердловска. С 1946 по 1947 годы работал в должности стажёра адвоката. С 1947 года после окончания  заочного отделения Свердловского юридического института обучался в аспирантуре по кафедре гражданского права и одновременно был преподавателем этого института. С 1951 по 1952 годы работал в должности — старшего преподавателя юридического факультета в Одесском государственном университете. С 1952 по 1955 годы — доцент юридического факультета Пермского государственного университета. С 1955 по 1962 годы  — заведующий Красноярским учебно-консультативным пунктом Всесоюзного юридического  заочного института. С 1962 по 1965 годы — доцент кафедры гражданского права и процесса, с 1965 года — старший научный сотрудник и профессор, с 1969 года организатор и первый заведующий кафедрой гражданского права Красноярского заочного юридического факультета Томского государственного университета.
В 1951 году защитил диссертацию на соискание учёной степени кандидата юридических наук на тему: «Основные проблемы теории сделки по советскому гражданскому праву», в 1967 году  — доктор исторических наук на тему: «Составы противоправных сделок и обусловленные ими последствия», в 1971 году присвоено учёное звание — профессор.
В. П. Шахматов был автором более ста научных работ, в том числе и пятнадцать монографий. Помимо учебно-методической и научной деятельности занимался и общественно работой: вёл на Красноярском городском телевидении передачу «Человек и закон».
Скончался 19 февраля 2000 года в Красноярске.

## Награды
Основной источник:
- Орден Отечественной войны II степени[4]
- Медаль «За победу над Германией в Великой Отечественной войне 1941—1945 гг.» (1946)
- Медаль «За доблестный труд в Великой Отечественной войне 1941—1945 гг.» (1946)
- Медаль «За доблестный труд. В ознаменование 100-летия со дня рождения Владимира Ильича Ленина» (1970)
- Премия ТГУ (1986 — за  монографию  «Составы противоправных сделок и обусловленные ими последствия»)